# Geschiedenis van Mexico
De Noord-Amerikaanse staat Mexico bestaat sinds 1821. De geschiedenis van Mexico gaat echter duizenden jaren verder terug.

## Precolumbiaanse tijd

### Prehistorie

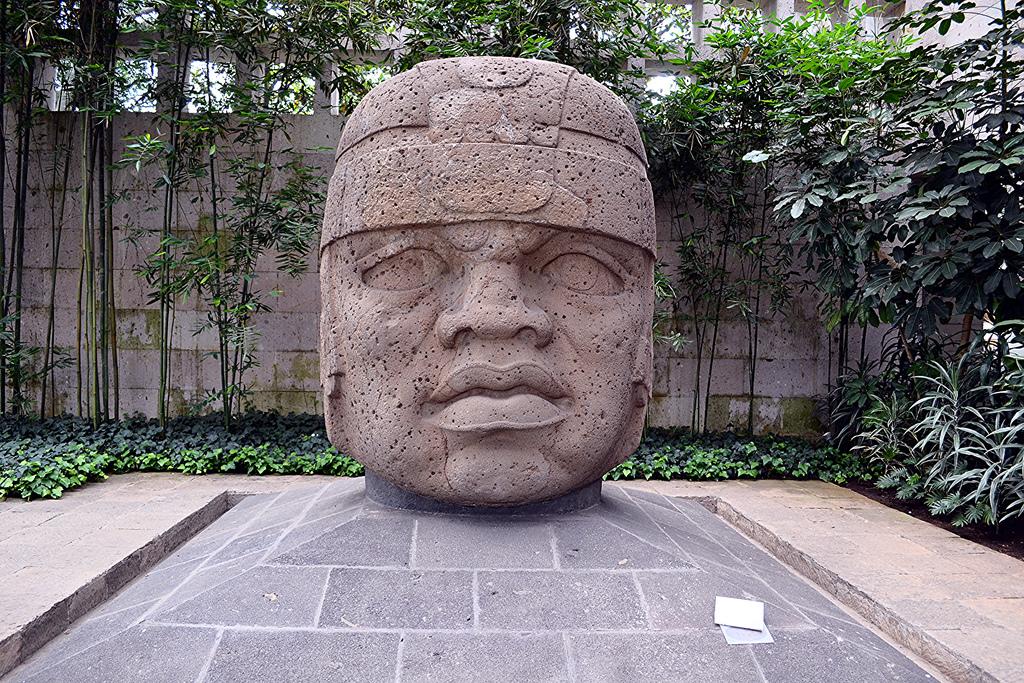
Stenen hoofd van de Olmeken

Mexico werd voor het eerst bevolkt door jagers-verzamelaars tijdens de lithische periode, 12.000 jaar geleden maar mogelijk veel eerder.
Tijdens de archaïsche periode deed aan het einde van het 3e millennium v.Chr. de landbouw er zijn intrede. Bonen, pompoenen en maïs werd verbouwd, tezamen de Drie Zusters genoemd, en de kalkoen werd gedomesticeerd.
Rond 1200 v.Chr. kwam in de formatieve periode de eerste van de beschavingen die worden aangeduid als Meso-Amerika op, de Olmeken. De Olmeken zijn vooral bekend vanwege de grote stenen hoofden die in Tabasco en Veracruz zijn gevonden.

### Klassieke periode

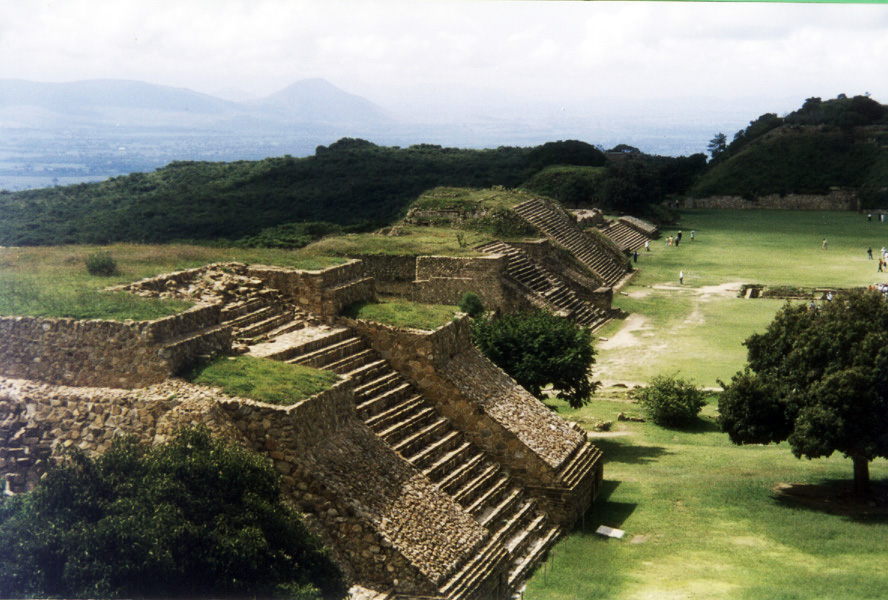
Monte Albán

Rond het begin van de jaartelling verdwenen de Olmeken, mogelijk gingen ze op in de Maya van de klassieke periode.
De Maya kenden het schrift, en hadden een kalender die nauwkeuriger was dan de gregoriaanse kalender. Ze leefden in stadstaten als Tikal, Palenque en Copán die regelmatig oorlog met elkaar voerden. Intussen was in het Dal van Mexico het rijk van Teotihuacán in opkomst. Teotihuacán was op haar hoogtepunt een van de grootste steden ter wereld. Onder Atlatl Cauac (de enige Teotihuacaanse leider van wie de naam bekend is) wist de stad haar macht uit te breiden tot Yucatán, het leefgebied van de Maya. In Oaxaca waren inmiddels de Zapoteken opgekomen, die hun hoofdstad Monte Albán bouwden op een afgevlakte bergtop. In de 7e eeuw werd Teotihuacán ontvolkt, waarschijnlijk nadat het was verslagen door nomadische stammen uit het noorden. Niet veel later werden ook een groot aantal Maya-steden verlaten, om redenen die nog steeds niet helemaal duidelijk zijn. De Mayacultuur bleef voortleven op het noorden van Yucatán.

### Postklassieke periode

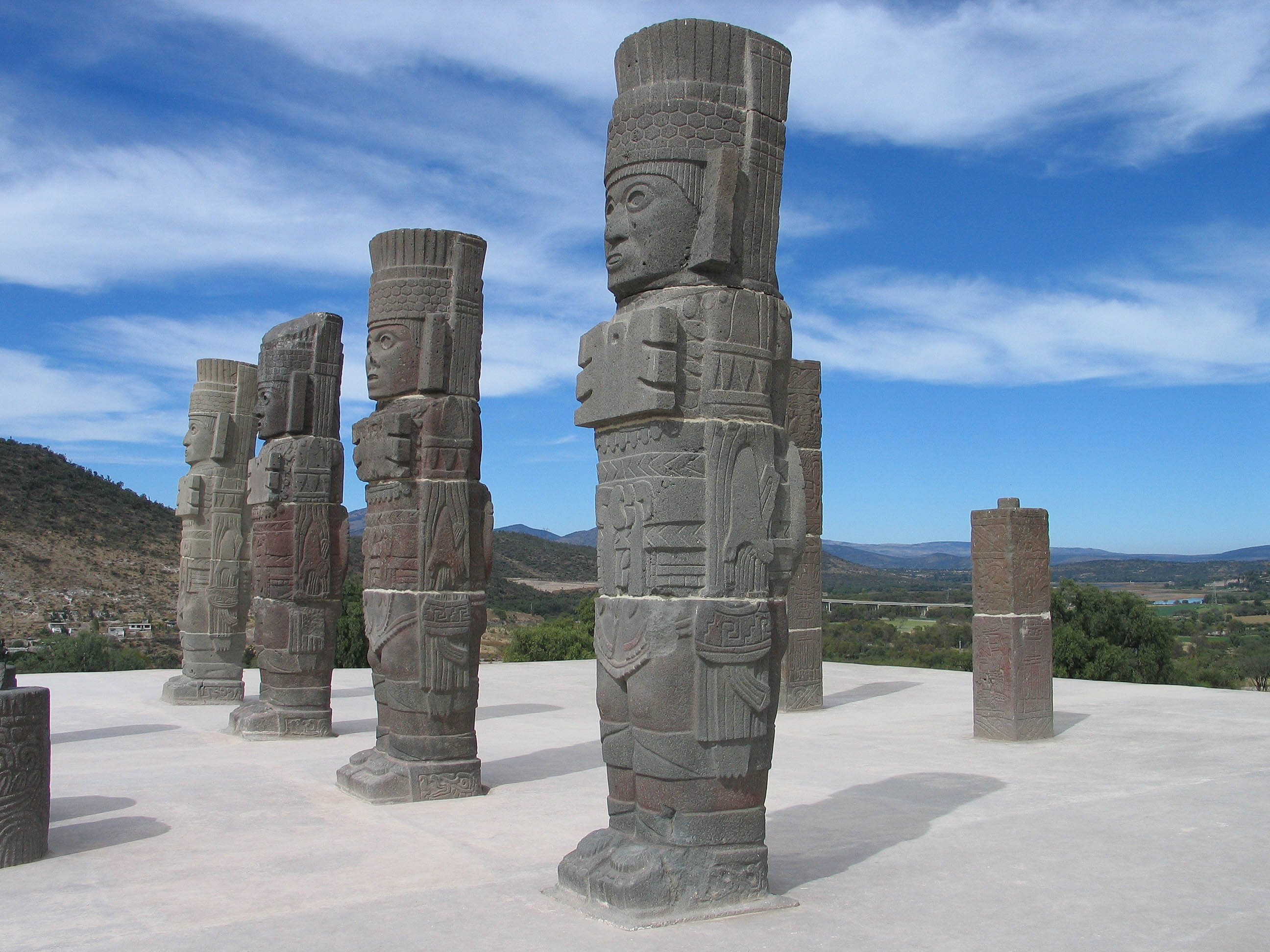
De Tolteekse hoofdstad Tollan

In de postklassieke periode werd het machtsvacuüm dat Teotihuacán had achtergelaten in het Dal van Mexico aanvankelijk opgevuld door Xochicalco, en rond 648 door de Tolteken. Zij wisten hun macht vanuit hun hoofdstad Tollan over een groot deel van Meso-Amerika uit te breiden. Ze stonden bij latere volken in groot aanzien, sommige Azteekse goden vinden waarschijnlijk hun oorsprong in Tolteekse leiders als Ce Tecpatl Mixcoatl en Topiltzin Ce Acatl Quetzalcoatl. In 1168 (jaartal onzeker) werd Tollan vernietigd door de Chichimeken, waar waarschijnlijk de Azteken deel van uitmaakten. De Azteken leefden eerst als onderhorigen van de Tepaneken. Ze hadden zich gevestigd in het Texcocomeer, waar ze op eilandjes hun hoofdstad Tenochtitlan bouwden. In 1427 verbond de Azteekse leider Itzcoatl met Nezahualcóyotl van Texcoco, om de tirannieke Tepaneken te verslaan. Ze slaagden hierin en samen met Tlacopan vormden ze het drievoudig verbond, dat de geschiedenis is ingegaan als het Azteekse Rijk. Onder Ahuitzotl wist het zich uit te breiden van de Pánuco tot Guatemala. Ahuitzotl versloeg onder anderen de Mixteken, die in Oaxaca de macht hadden overgenomen van de Zapoteken.

## Verovering en koloniale periode

### Verovering

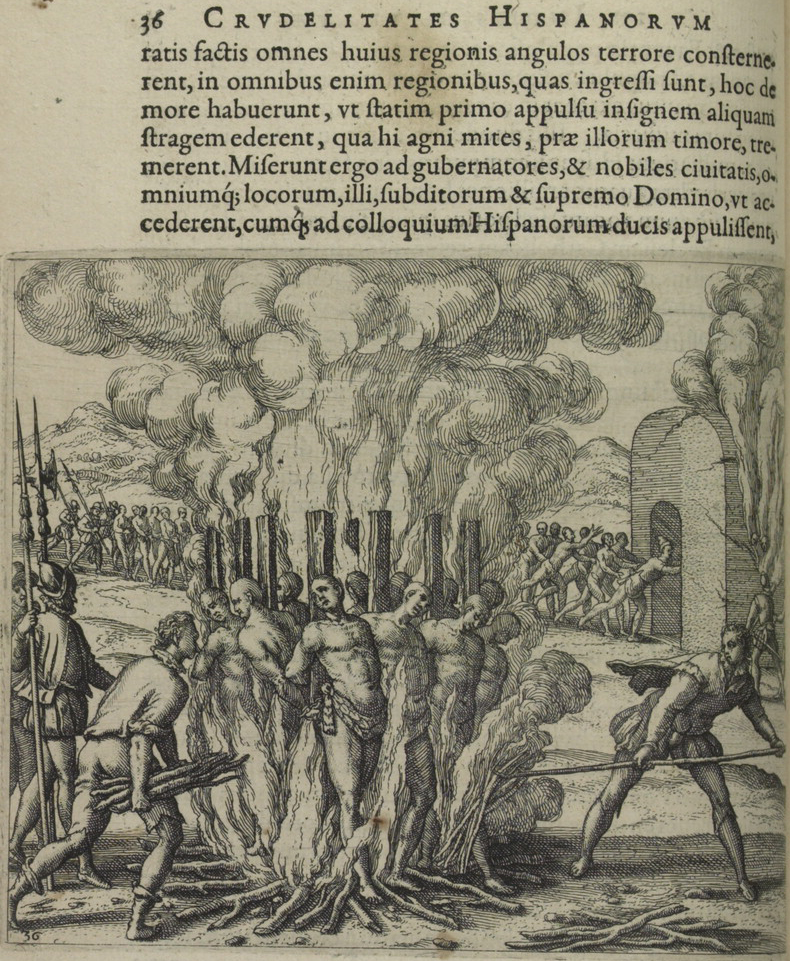
De Spaanse verovering van Mexico (afbeelding van Theodoor de Bry)

In 1517 bereikte de Spaanse conquistador Francisco Hernández de Córdoba Yucatán. Op deze en latere expedities kregen de Spanjaarden verhalen te horen over de rijke en machtige Azteken. Hernán Cortés landde in 1519 in Mexico. Hij sloot een bondgenootschap met Tlaxcala, gezworen vijanden van de Azteken. De Azteekse leider Motecuhzoma II dacht dat Cortés de teruggekeerde Quetzalcoatl was, en ontving hem in Tenochtitlan. Daar nam Cortés Moctezuma gevangen. Moctezuma bood geen weerstand, tot ergernis van de Azteken. De vlam sloeg in de pan toen Pedro de Alvarado een slachting aanrichtte tijdens een religieus feest. De Spanjaarden en Moctezuma werden belaagd, waarbij laatstgenoemde om het leven kwam. De Spanjaarden wisten uit de stad te vluchten, en richtten met steun van hun Tlaxcalteekse bondgenoten een belegering op. In 1521 capituleerden de Azteken. Tenochtitlan werd omgedoopt tot Mexico-Stad en het werd de hoofdstad van de Spaanse kolonie Nieuw-Spanje. In de decennia die daarop volgden werd ook de rest van Mexico onder Spaans gezag gebracht. De Maya bleken het hardnekkigst. Pas in de zeventiende eeuw werden de laatste Mayasteden veroverd.
In de jaren na 1520 deed zich in Mexico een van de grootste demografische catastrofes uit de geschiedenis van de mensheid voor. De eerste pokkenlijder, vermoedelijk een bemanningslid van Panfilo de Narvaéz, stapte in dat jaar aan land in Mexico. Binnen een paar maanden tijd richtte deze ziekte een ravage aan onder de Azteken en deze epidemie werd later gevolgd door griep, mazelen en cocoliztli (wsch. de pest). Van de 25,2 miljoen inwoners die Mexico naar schatting in 1520 had, waren er in 1623 nog slechts 0,7 miljoen over, ofwel een bevolkingsdaling van 97% in een eeuw tijd. Pas rond 1950 bereikte Mexico weer de bevolkingsomvang van 1520.

### Nieuw-Spanje

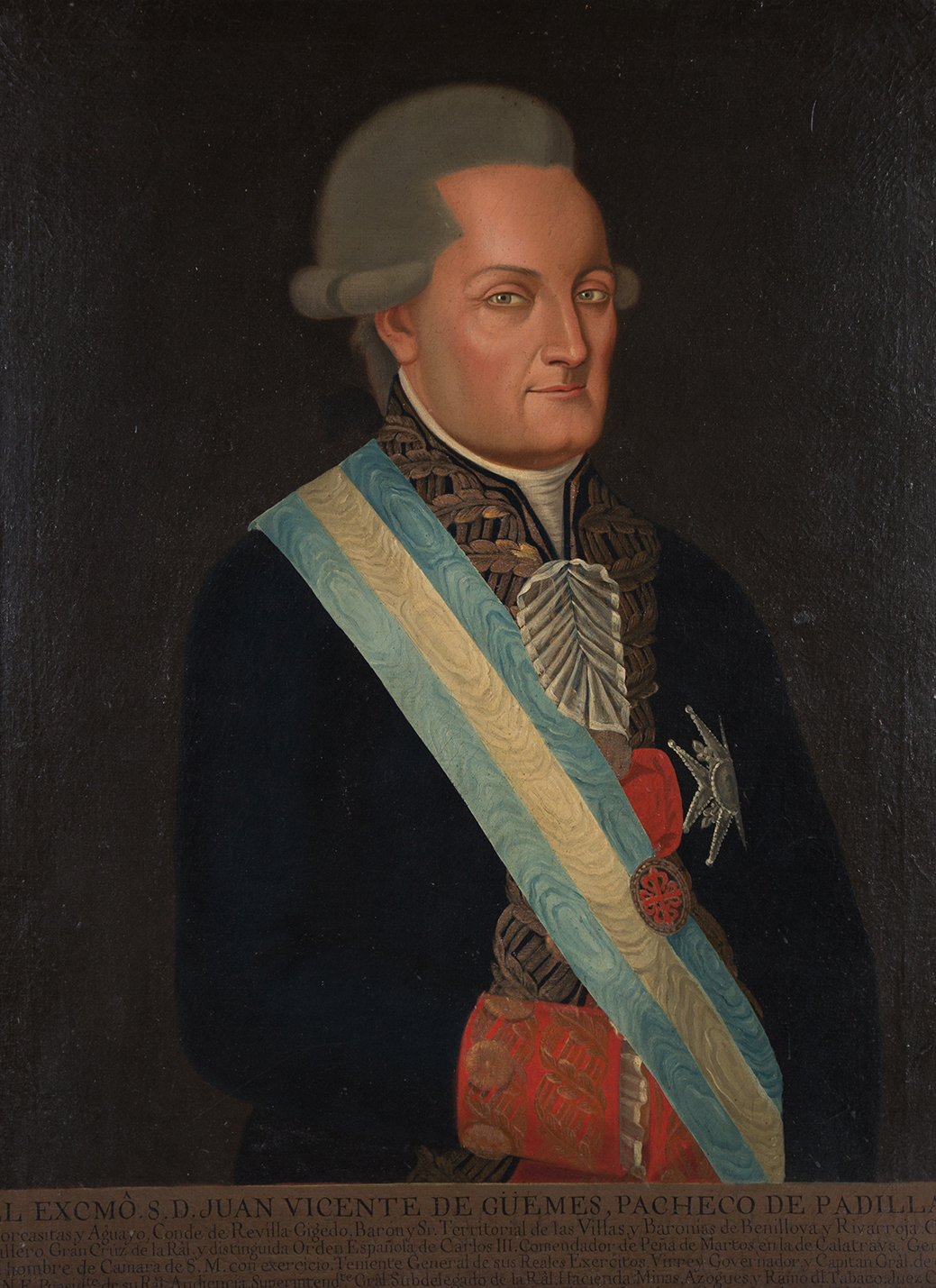
Juan Vicente de Güemes, Revilla Gigedo II

Het bestuur in koloniaal Mexico werd gevormd door peninsulares, Europese Spanjaarden. Zij kwamen naar Nieuw-Spanje om daar een bestuursfunctie te vervullen, en keerden na afloop weer terug. Om zeker te zijn van hun loyaliteit mochten ze geen grond bezitten in Nieuw-Spanje. Onder de peninsulares stonden de creolen, de Amerikaanse Spanjaarden. Dit waren de afstammelingen van kolonisten of conquistadores. Zij mochten de allerhoogste posities niet bekleden, maar hadden wel veel rijkdom. Onder de creolen stonden de castas. Dit waren allerlei mengvormen: mestiezen, mulatten, etc. Er werden 16 verschillende castas erkend. Nog onder de castas stonden de indianen. Onder de indianen bestonden overigens wel grote sociale verschillen. Stamhoofden mochten vaak gewoon aanblijven en hadden het aanzienlijk beter dan gewone indianen. Alhoewel er na de verovering door ziektes en dwangarbeid tientallen miljoenen indianen om het leven kwamen, bleven zij gedurende de hele koloniale periode de grootste groep vormen.
In 1701 ging de Spaanse monarchie over van de Spaanse Habsburgers naar de Bourbons. De Bourbons voerde een groot aantal hervormingen door. Zij vereenvoudigden het bestuursapparaat en bevorderden de economie. Deze hervormingen bereikten een hoogtepunt onder vicekoning Revilla Gigedo II (1789-1794).
Onder de Bourbons versterkte de economie van Mexico. De meeste opbrengsten stroomden echter direct door naar Spanje terwijl de welvaart in Mexico bij een kleine groep (voornamelijk creolen) bleef hangen. Creolen, geïnspireerd door de Verlichting begonnen gelijke rechten als de peninsulares te eisen, en ook mestiezen wilden een verbetering van hun positie.

## Negentiende eeuw

### Onafhankelijkheidsoorlog

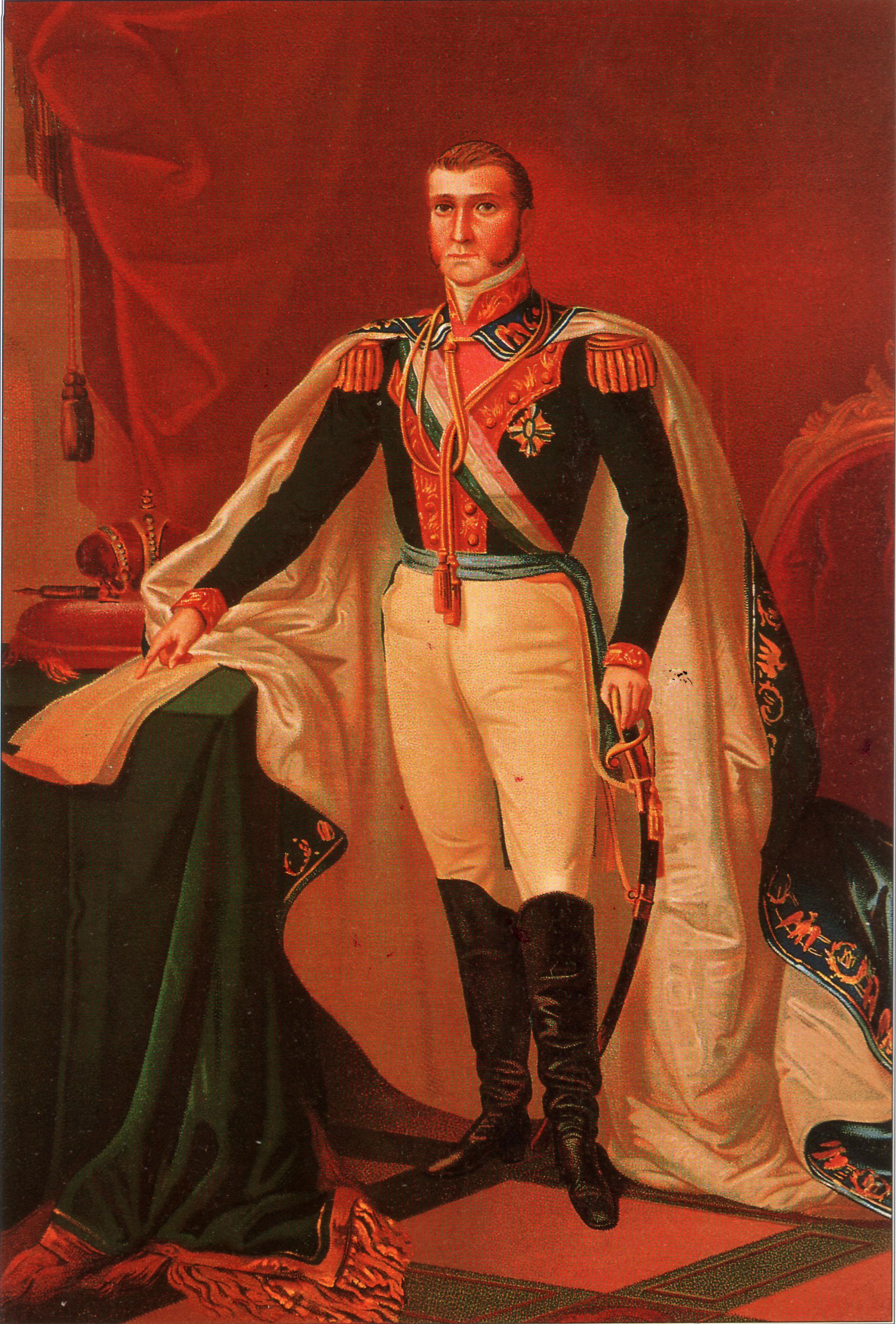
Keizer Agustín de Iturbide

In 1808 was het moederland Spanje bezet door Napoleon Bonaparte en de Bourbons afgezet en vervangen door zijn broer Jozef Bonaparte. Conservatieven in Mexico zagen dit helemaal niet zitten en vormden eigen regeringen die trouw bleven zweren aan de Bourbonkoning Ferdinand VII.
Op 16 september 1810, Grito de Dolores, werd door Miguel Hidalgo dan uiteindelijk de onafhankelijkheid van Mexico uitgeroepen. Hidalgo wist snel een aantal successen te boeken, maar zijn inderhaast georganiseerde leger bleek uiteindelijk niet opgewassen te zijn tegen de Spanjaarden. In 1811 werd hij gevangengenomen en ter dood gebracht. Hierna werd de leiding van de opstand overgenomen door José María Morelos. Morelos was een beter strateeg, zelfs Napoleon had bewondering voor hem. Morelos liet een grondwetgevende vergadering bijeenkomen en in 1813 werd de eerste ontwerp-grondwet ondertekend. Ook Morelos werd door de Spanjaarden gevangengenomen en gedood (1815). Hierna zakte het animo voor de onafhankelijkheidsstrijd.
In 1812 was in Spanje een liberale grondwet aangenomen. In 1814 was deze weer teruggedraaid, maar na een staatsgreep in 1820 trad hij weer in werking. De conservatieven in Mexico waren hierdoor bang hun positie kwijt te raken. In 1820 liep de Spaanse generaal Agustín de Iturbide over naar de opstandelingen. Samen met de opstandelingenleiders Guadalupe Victoria en Vicente Guerrero ondertekenden ze het Plan van Iguala, dat de onafhankelijkheid van Mexico moest garanderen. Iturbide en vicekoning Juan O'Donojú ondertekenden op 24 augustus het Verdrag van Córdoba waarmee de onderkoning Mexico´s onafhankelijkheid erkende. Op 27 september 1821 maakten Iturbide, Victoria en Guerrero aan het hoofd van het Leger van de Drie Garantiën hun intrede in Mexico stad. Een dag later werd de acte van onafhankelijkheid ondertekend.

### Onafhankelijk Mexico
Volgens het Plan van Iguala zou Ferdinand VII keizer van Mexico moeten worden. Ferdinand weigerde echter, en de Mexicanen vonden ook geen andere Europese vorst bereid keizer van Mexico te worden. Daarom werd in 1822 Iturbide tot keizer gekroond. Iturbides regering verliep echter rampzalig en dictatoriaal, waardoor er onder leiding van Antonio López de Santa Anna een opstand uitbrak. Iturbide werd afgezet waardoor er al na acht maanden een eind kwam een het Eerste Mexicaanse Keizerrijk.
In 1824 werd een nieuwe grondwet aangenomen waarmee Mexico een republiek werd. De eerste president was Guadalupe Victoria, die onder andere de slavernij afschafte. Toen hij aan het eind van zijn regering een conservatief als opvolger benoemde, werd hij omver geworpen door Vicente Guerrero. Guerrero regeerde maar vier maanden, hij werd op zijn beurt omvergeworpen door de conservatieven van Anastasio Bustamante.
De daaropvolgende decennia waren chaotisch en Mexico was voortdurend het toneel van staatsgrepen en burgeroorlogen. De belangrijkste man was Santa Anna. Hij was in totaal zeven keer (niet opeenvolgend) president en regeerde dictatoriaal. Hij beknotte de macht van de staten en verving ze door departementen. Als reactie hierop verklaarden verschillende staten zich onafhankelijk, waaronder de Republiek van de Rio Grande, Yucatán en Texas. Met uitzondering van Texas werden al deze gebieden uiteindelijk weer onder Mexicaans bestuur gebracht. In 1845 werd Texas geannexeerd door de Verenigde Staten en brak er onenigheid uit over de grens tussen Mexico en de Verenigde Staten. Toen er in 1846 een schermutseling plaatsvond in een gebied dat zowel door Mexico als de Verenigde Staten werd geclaimd, brak de Amerikaans-Mexicaanse Oorlog uit. Het Mexicaanse leger was geen partij voor het Amerikaanse leger. In 1848 werd de Vrede van Guadalupe Hidalgo getekend, waarbij Mexico een derde van zijn grondgebied aan de Verenigde Staten moest afstaan. In 1853 verkocht Santa Anna bovendien nog een stuk land aan de Verenigde Staten om zijn exorbitante levensstijl te kunnen bekostigen. Zijn regering was zo tiranniek geworden dat zelfs zijn voormalige conservatieve bondgenoten zich tegen hem keerden. Santa Anna werd definitief afgezet in 1855.

### Dereformaen Franse interventie

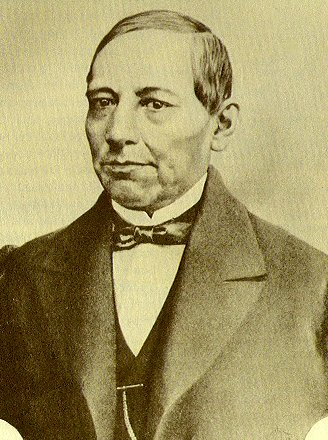
President Benito Juárez

Na de omverwerping van Santa Anna namen de liberalen de macht over. Ze voerden een aantal liberale, antiklerikale hervormingswetten door; deze periode staat dan ook bekend als de Reforma (hervorming). De Ley Lerdo, die voorzag in de onteigening van kerkelijke en gemeenschappelijke eigendommen trof voornamelijk de Indianen. De bedoeling was om inkomsten te genereren om zo schulden af te betalen en deels om werk te maken van de secularisering van Mexico, maar het werd al snel door grootgrondbezitters gebruikt om hun machtspositie te verhogen. In 1857 werd een nieuwe grondwet aangenomen waarmee de macht van de Rooms-Katholieke Kerk gebroken zou moeten worden. De conservatieven kwamen hiertegen in opstand, en in 1858 brak de Hervormingsoorlog uit. De burgeroorlog werd gewonnen door de liberalen en in 1861 werd Benito Juárez tot president gekozen.
Hetzelfde jaar vielen de Fransen, Spanjaarden en Britten het land binnen om achterstallige schulden op te eisen. De conservatieven sloten zich aan bij de Fransen, die probeerden Maximiliaan van Oostenrijk als keizer van Mexico te installeren. Toen de Britten en Spanjaarden erachter kwamen, trokken ze zich uit protest terug. De Fransen hadden aanvankelijk weinig succes. Op 5 mei 1862 werd een Frans leger vernederend verslagen door de Mexicanen in de Slag bij Puebla. Deze overwinning wordt nog steeds elk jaar gevierd in Mexico. Uiteindelijk wisten de Fransen toch door te dringen tot Mexico stad, en ze installeerden Maximiliaan als keizer en Charlotte van Saksen-Coburg-Gotha (dochter van koning Leopold I van België) als keizerin. Maximiliaan installeerde een semidemocratisch regime met een sterk parlement en beperkte vorstelijke macht. Dit was te liberaal voor de conservatieven. De liberalen aanvaardden echter het instituut monarchie niet. De Fransen wisten het land nooit helemaal te pacificeren, en trokken zich in 1866 onder Amerikaanse druk terug, zodat Maximiliaan in 1867 werd afgezet en vermoord. De Republiek werd hersteld.
Juárez was nu populairder dan ooit en werd herkozen, waarna hij zijn hervormingen doorzette. Door al deze hervormingen werd Mexico omgevormd tot een moderne liberale staat, maar het creëerde ook een omvangrijk bestuursapparaat dat de opmaat vormde voor de autoritaire regeringen die Mexico de komende anderhalve eeuw zou kennen. In de laatste jaren van zijn regering werd Juárez steeds meer bekritiseerd wegens zijn autoritaire regeerstijl. Hij overleed in het ambt in 1872 en werd opgevolgd door Sebastián Lerdo de Tejada, die de hervormingen doorzette.

### Porfiriaat

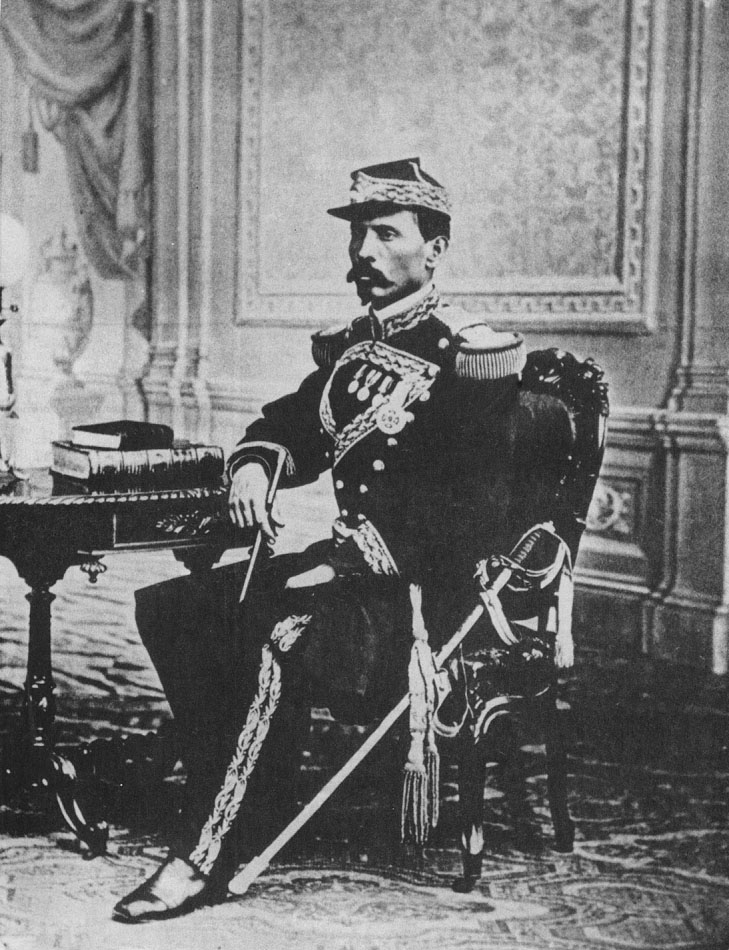
Porfirio Diaz

In 1876 werd Lerdo opnieuw tot president gekozen. Herverkiezing was een heikel punt, voor anti-reëlectionisten was het het bewijs dat Juárez en Lerdo in feite tirannen waren. Generaal Porfirio Díaz kwam daarom in opstand. Hij verjoeg Lerdo en werd in november 1876 tot president gekozen. Door verkiezingsfraude, intimidatie en grofweg geweld wist hij tot 1911 aan de macht te blijven. Tussen 1880 en 1884 regeerde een stroman van Díaz, Manuel González Flores als president, maar in 1884 werd Porfirio Díaz weer president. Zijn bewind stond bekend als het Porfiriaat. Het regime van Díaz was autoritair maar stabiel. Hij werd gesteund door sommige intellectuelen en bracht het land welvaart. Deze welvaart was echter niet eerlijk verdeeld. Veel boeren waren het slachtoffer van peonage, een vorm van schuldslavernij dat door Díaz bevorderd werd. Mexico werd geïndustrialiseerd, maar veel bedrijven waren van buitenlanders (Amerikanen en Europeanen). Dit wekte de woede op van jonge nationalisten en door het liberalisme en socialisme geïnspireerde intellectuelen.

## Twintigste eeuw

### Mexicaanse Revolutie

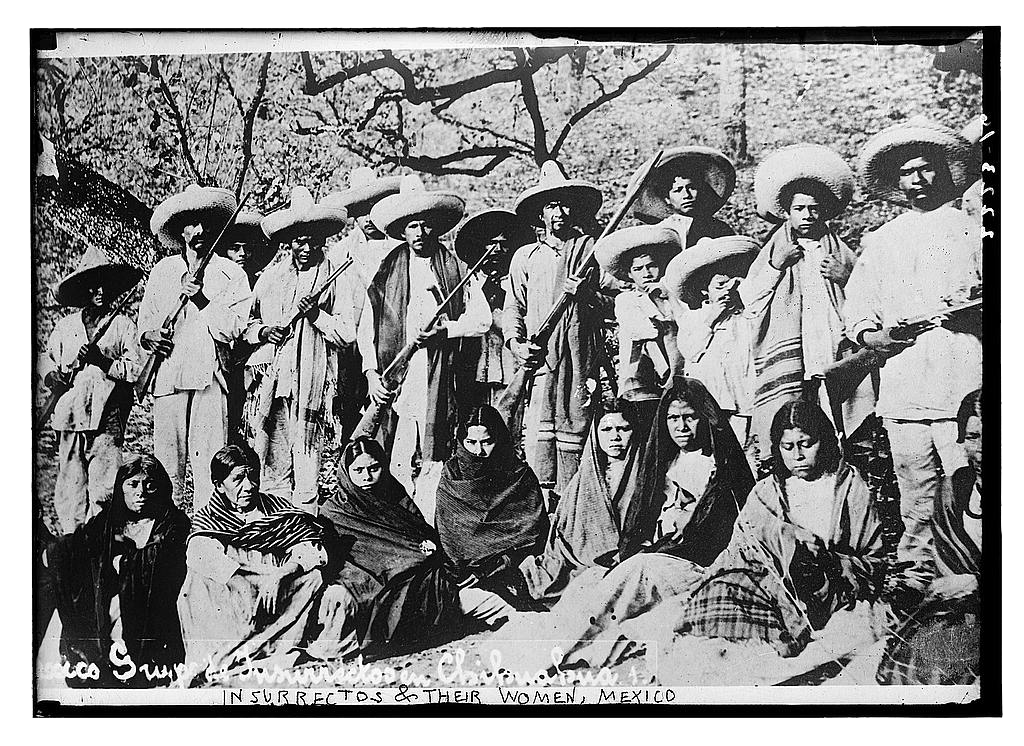
Revolutionairen

In 1910 kwamen liberalen en guerrilla's in opstand tegen het regime van president Díaz. De Mexicaanse Revolutie was uitgebroken. In mei 1911 ontvluchtte Díaz Mexico en leefde sindsdien in ballingschap (gest. 1915). De gematigd liberale grootgrondbezitter, Francisco Madero werd president. Er heerste onvrede over zijn beleid ,omdat hij geen haast maakte met de landhervormingen. Madero werd op 13 februari 1913 door de reactionaire generaal Victoriano Huerta afgezet. Huerta werd echter na een jaar door revolutionairen verjaagd en de revolutionairen kwamen aan de macht. Tussen 1913 en 1917 heerste er grote chaos: rebellenleider Pancho Villa en de Indiaanse vrijheidsstrijder Emiliano Zapata stichtten semi-autonome staten en weigerden het centrale gezag te erkennen.
In 1917 wist president Venustiano Carranza de rust te herstellen en voerde een radicale, socialistisch getinte grondwet in, doch voerde deze niet stipt uit, omdat hij een gematigd man was. Álvaro Obregon, zijn opvolger was veel radicaler. In 1924 werd Plutarco Elías Calles, een extreme radicaal, president. Obregon, zijn tegenkandidaat wierp zich op als een gematigde liberaal die de invloed van de Rooms-Katholieke Kerk erkende, doch hij werd vermoord. President Calles vervolgde de Katholieke Kerk. Hij voerde een wet in die slechts één ambtstermijn mogelijk maakte voor een president. In 1928 werd Obregón weer tot president gekozen, doch hij werd vermoord door een katholieke extremist. Om de rust te waarborgen richtte Calles de Nationaal Revolutionaire Partij (PNR) op met zichzelf als partijleider. De presidenten die de daaropvolgende jaren regeerden waren in feite zijn stromannen.
Intussen waren katholieke militanten in opstand gekomen tegen de antiklerikale maatregelen en de kerkvervolgingen. Deze cristero-oorlog werd door het leger onderdrukt. De overheid kwam op haar kerkvervolging terug. Inmiddels was Calles van linkse radicaal tot rechtse conservatief getransformeerd. Hij was miljonair geworden door zijn investeringen en bezittingen. Na een reis naar Europa was hij in fascistisch vaarwater gekomen. Calles stond de vervolging en discriminatie van de kleine Joodse gemeenschap toe en steunde de Goudhemden, de semifascisten om de macht van de vakbonden te breken.

### De Institutionele Revolutie

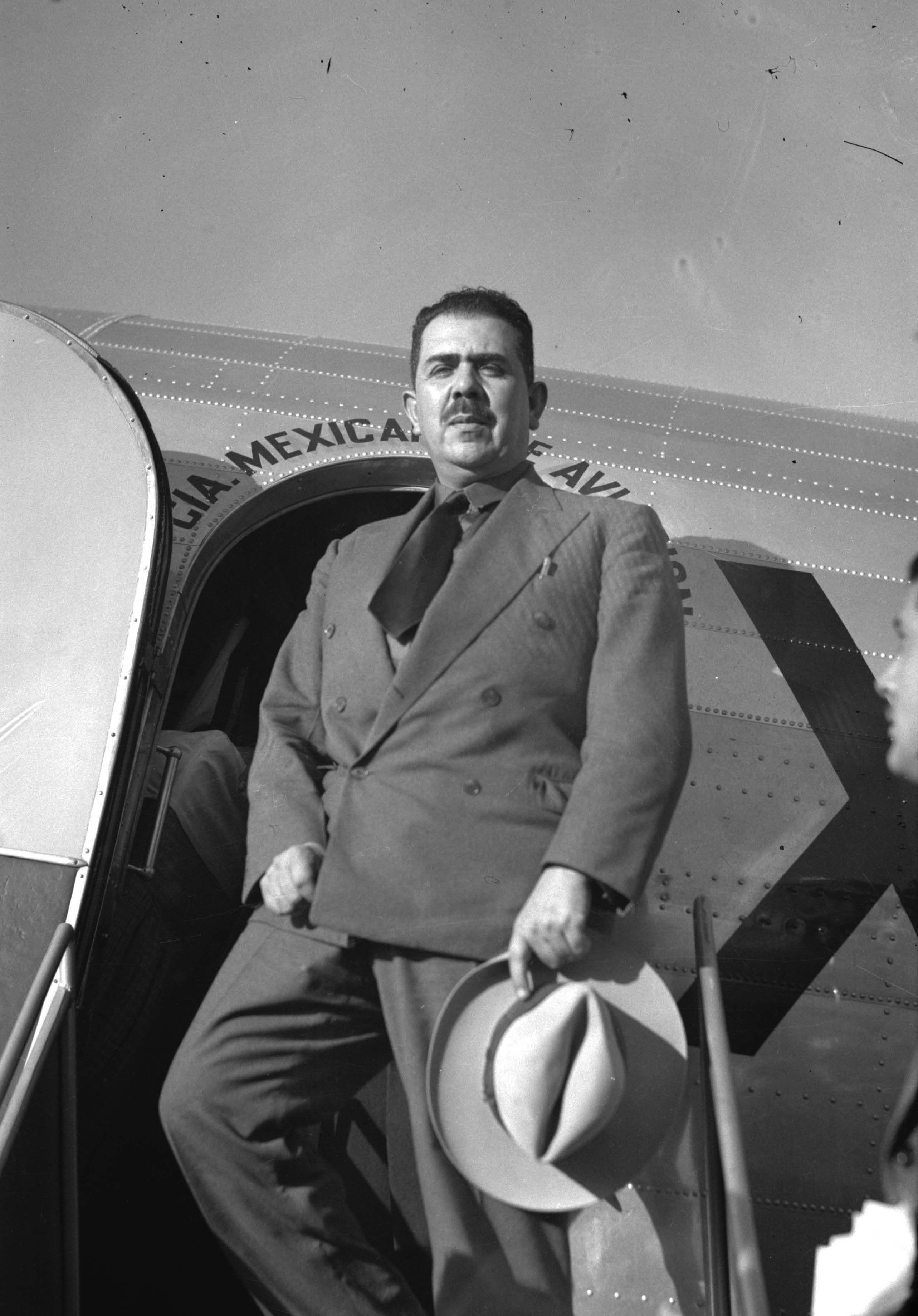
Generaal Lázaro Cárdenas del Río

In 1934 werd Lázaro Cárdenas tot president gekozen. Hij was aanvankelijk een aanhanger van Callas, maar hij keerde zich tegen hem en tegen diens corruptie. Toen Calles zich verzette werd hij naar de Verenigde Staten gedeporteerd. Hij mocht in 1941 terugkeren. Cárdenas, een sober mens, nam zijn intrek in een kleine villa in plaats van het presidentieel paleis en maakte een einde aan de corruptie. De PNR werd vervangen door de Partij van de Mexicaanse Revolutie (PRM). De PRM bestond uit een aantal beroepsgroepen, waaronder de arbeiders, boeren en de middenklasse. Samenwerking tussen deze klassen was volgens Cárdenas noodzakelijk. Hij probeerde het onderwijssysteem een socialistisch tintje te geven. Hoewel zelf een generaal, brak hij de macht van het leger. Onder Cárdenas werden de kerkvervolgingen beëindigd. Na een conflict tussen vakbonden en buitenlandse oliebedrijven nationaliseerde Cárdenas in 1938 de olie-industrie. Dit werd gezien als het hoogtepunt van de revolutie en leverde Cárdenas een enorme populariteit op. Op korte termijn betekende het echter een breuk in de betrekkingen met de Verenigde Staten en Engeland.
Cárdenas voerde een anti-fascistische koers. hij koos de zijde van de republikeinen tijdens de Spaanse Burgeroorlog. Na de Burgeroorlog vluchtten vele republikeinen naar Mexico. Bovendien was Mexico het enige land ter wereld dat een officieel protest indiende tegen de Anschluss. In 1942 verklaarde Mexico de oorlog aan de asmogendheden, nadat een aantal Mexicaanse burgerschepen door Duitse onderzeeboten waren aangevallen. Mexico leverde de hoognodige natuurlijke grondstoffen aan de geallieerden die zo noodzakelijk waren voor de oorlogsindustrie. Een deel van de Mexicaanse Luchtmacht vocht tegen de Japanners in de Grote Oceaan. Dit alles betekende een verbetering in de relaties met de Verenigde Staten.
In 1940 schoof Cárdenas Manuel Ávila Camacho als presidentskandidaat naar voren. Hij werd ook tot president gekozen. Camacho voerde een meer rechtse politiek, maakte een einde aan de socialistische experimenten, voerde economische hervormingen door ten gunste van het bedrijfsleven en wijzigde de naam van de PRM in de Institutioneel Revolutionaire Partij (Partido Revolucionairio Institucional, PRI). De kerk kreeg haar machtspositie inofficieel terug, daar Camacho zelf katholiek was. President Ávila maakte in 1946 plaats voor de weer wat linksere Miguel Alemán. De nieuwe president was de eerste burgerpresident sinds de Mexicaanse Revolutie. Alemán zette de liberalisering die onder Camacho was begonnen voort. Na Áleman kwam er in 1952 de meer rechtse Adolfo Ruiz Cortines aan de macht, die weer door een kandidaat van links werd afgelost enz.
In 1964 kwam de kandidaat van rechts, Gustavo Díaz Ordaz, aan de macht. In hetzelfde jaar vonden de Olympische Spelen in Mexico-Stad plaats. Zoals over de hele wereld vonden er in 1968 in Mexico studentenrellen plaats. De studenten wilden van de media-aandacht gebruikmaken en eisten een herstel van de revolutie. De regering trad echter hardhandig op, culminerend in het Bloedbad van Tlatelolco op 2 oktober. De populariteit van de regering lag nu aan diggelen, en de PRI ging steeds dictatorialer optreden om haar macht te handhaven. Díaz Ordaz' opvolger Luis Echeverría liet een geheime politie oprichten, waardoor honderden politieke tegenstanders zijn vermoord, en in de staat Guerrero trad een openlijke guerrillaoorlog uit. In de jaren zeventig werden er enorme olievoorraden aangeboord. Dit was een welkome aanvulling op de economie. Door corruptie, inflatie en onverstandig beleid ging echter veel geld verloren. Echeverría en vooral diens opvolger José López Portillo begonnen op grote schaal geld te lenen, ervan uitgaande dat er door de olie-inkomsten binnenkort toch geld genoeg zou zijn. Toen eind jaren 70 de olieprijs instortte draaide de Mexicaanse economie volledig in het slop. Als noodmaatregel en om de aandacht af te leiden nationaliseerde López Portillo de banken.

### Jaren 80 en 90

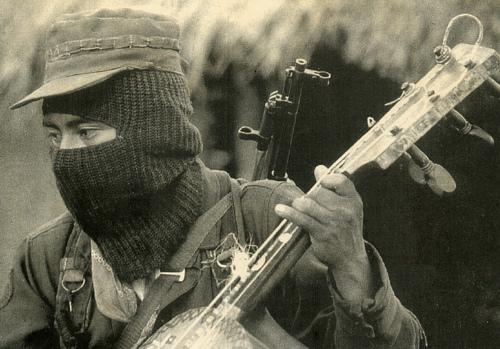
Een Zapatist in 1996

In de jaren tachtig en de jaren negentig werd pijnlijk duidelijk hoe corrupt het systeem in feite was. De regeringspartij, de PRI was een bolwerk van vriendjespolitiek. Door het falende overheidsoptreden rond de aardbeving van 1985 nam het vertrouwen in de regering nog meer af. In de jaren tachtig werd onder Miguel de la Madrid werd radicaal gebroken met de oude economische politiek en begonnen met de overgang naar een vrijemarkteconomie. Veel overheidsbedrijven werden geprivatiseerd en er werd een eind gemaakt aan veel landbouwsubsidies.
In 1988 zag het ernaar uit dat oppositiekandidaat Cuauhtémoc Cárdenas, de zoon van Lázaro Cárdenas, tot president zou worden gekozen. PRI-kandidaat Carlos Salinas werd echter tot winnaar uitgeroepen, volgens velen na grootschalige fraude. Een nieuwe golf van geweld en intimidatie volgde. Toen Mexico in 1994 lid werd van de Noord-Amerikaanse Vrijhandelsovereenkomst (NAFTA), kwam een groep Indianen die zichzelf de Zapatistas noemen in opstand. Het leger werd erop afgestuurd, maar al na een paar weken werd een staakt-het-vuren bereikt. In hetzelfde jaar werden zowel PRI-presidentskandidaat Luis Donaldo Colosio als PRI-voorzitter José Ruiz Massieu vermoord. Velen hielden Salinas hiervoor verantwoordelijk. Hij werd ook verantwoordelijk voor de zware economische crisis die het land in december 1994 trof, vlak na het aantreden van zijn opvolger Ernesto Zedillo. 
Deze economische crisis had tevens een enorme stijging van de misdaadcijfers tot gevolg. Al in de jaren '80 waren Columbiaanse drugskartels begonnen, de landroute via Mexico te gebruiken voor de smokkel naar de Verenigde Staten. Ze maakten daarbij gebruik van jonge Mexicaanse koeriers, die ze aanvankelijk in geld maar later in drugs betaalden. Zo ontwikkelden zich de bendes die in de 21e eeuw de Mexicaanse drugsoorlog zouden gaan voeren.
Halverwege de jaren 90 werd de monopoliepositie van de PRI geleidelijk aan afgebroken. Zedillo voerde verschillende democratische hervormingen door. In 1997 werden er voor het eerst burgemeestersverkiezingen georganiseerd in Mexico-Stad, die werden gewonnen door Cuauhtémoc Cárdenas, kandidaat van de door hem opgerichte linkse Partij van de Democratische Revolutie (PRD). In hetzelfde jaar verloor de PRI haar meerderheid in het parlement. Bij de presidentsverkiezingen van 2000 was er dan voor het eerst sinds 71 jaar een kandidaat van een andere partij dan de PRI die tot president werd gekozen, en wel Vicente Fox, de kandidaat van de centrumrechtse Nationale Actiepartij (PAN).

## 21e eeuw

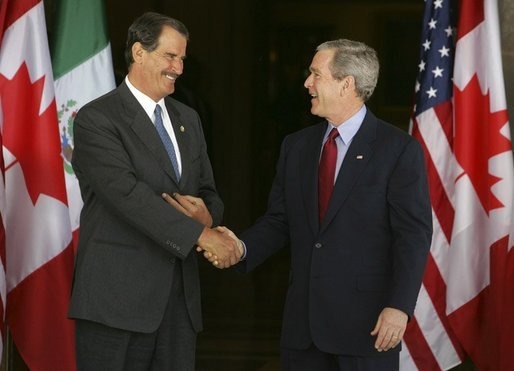
President Fox en president Bush

Hoewel Fox de eerste president afkomstig uit de oppositie was, week zijn beleid maar weinig af van dat van Zedillo. Fox zorgde er wel voor dat voorheen geheime regeringsdocumenten uit de PRI-tijd openbaar werden gemaakt en er werden pogingen ondernomen om PRI-kopstukken waaronder Echeverría te berechten, vooralsnog met weinig succes. President Fox steunde het antiterreurbeleid van de Amerikaanse president George Bush, maar was tegen de Amerikaanse inval in Irak. In de voorgaande jaren was de economie van Mexico weer gaan groeien, maar de kloof tussen arm en rijk bleef enorm. De drugshandel (voornamelijk langs de grens met de Verenigde Staten) en het daardoor veroorzaakte geweld bleven een groot probleem. De weerstand tegen de NAFTA was nog steeds sterk.
De presidentsverkiezingen van 2006 waren een nek-aan-nek race tussen de populaire, maar controversiële voormalige burgemeester van Mexico-Stad, Andrés Manuel López Obrador van de PRD, en voormalig minister van energie, Felipe Calderón van de PAN. Calderón wist de verkiezingen met een verschil van slechts 0,58% te winnen, maar López Obrador meende dat er fraude in het spel was. Calderón riep López Obrador op zich bij de uitslag neer te leggen en bood hem een post in zijn kabinet aan, wat deze echter weigerde. Op 5 september werd Calderón uiteindelijk door het Electoraal Gerechtshof uitgeroepen tot winnaar.
Calderóns termijn als president werd vooral gekenmerkt door een verheviging van de strijd tegen de drugskartels. In de tweede week van zijn presidentschap verklaarde hij de oorlog aan de drugsmaffia. In verschillende staten besloot Calderón het Mexicaanse Leger in de zetten in de strijd tegen de kartels. Ondanks de uitschakeling verschillende criminele kopstukken is onder Calderóns presidentschap het drugsgeweld geëscaleerd. In 2007 eiste het drugsgeweld 2500 doden, in 2008 6000, in 2009 meer dan 7500 en in 2010 maar liefst 15.000. Het totale aantal doden sinds Calderóns aantreden is volgens officiële cijfers opgelopen tot ongeveer 45.000.
Enrique Peña Nieto van de PRI volgde Calderón in december 2012 op als president. Tijdens zijn termijn werden een aantal structurele hervormingen doorgevoerd in sectoren als onderwijs, energie en telecommunicatie. Ook werd de democratie versterkt door de oprichting van het Nationaal Electoraal Instituut, het accepteren van onafhankelijke kandidaten en in beperkte mate toestaan van herverkiezing van afgevaardigden en senatoren.  Corruptieschandalen en geweld, zoals de verdwijning van 43 scholieren in Iguala, markeerden het presidentschap van Peña Nieto. 
In december 2018 werd Andrés Manuel López Obrador, van de nieuwe, door hem opgerichte partij Morena, president van Mexico. Zelf was López Obrador uit de PRD gestapt maar zijn nieuwe partij trok veel mensen aan uit het hele politieke spectrum. Met een campagne gericht op het uitroeien van corruptie verkreeg hij een absolute meerderheid van stemmen en verkregen de partijen uit zijn alliantie een meerderheid in de Kamer van Afgevaardigden en de Senaat. De traditionele drie grote partijen PRI, PAN en PRD leden grote verliezen. Een eerste grote uitdaging voor de regering-López Obrador was de herziening van het handelsakkoord NAFTA, door president Trump van de Verenigde Staten bestempeld als een slecht verdrag. Het werd met succes heronderhandeld en onder een nieuwe naam vernieuwd. In 2020 werd de COVID-pandemie de grootste uitdaging.
Bij de verkiezingen van 2 juni 2024 werd Claudia Sheinbaum als eerste vrouw verkozen tot nieuwe president.

## Voetnoten
1. ↑  History of Mexico